# Opština Bar
Bar (serbiska: Општина Бар, Бар) är en kommun i Montenegro. Den ligger i den södra delen av landet. Antalet invånare är 40 037. Arean är 598 kvadratkilometer. Bar gränsar till Budva och Ulcinj. 
Följande samhällen finns i Bar Bar, Šušanj, Sutomore och Dobra Voda.